# خواجه موسی‌لی
خواجه موسی‌لی (ترکی آذربایجانی: Khodzham Saqly) یک منطقهٔ مسکونی در جمهوری آرتساخ است که در استان کاشاتاق واقع شده‌است.